# Jan Krenz-Mikołajczak
Jan Krenz-Mikołajczak (Poznan, 30 de marzo de 1907-Poznan, 15 de diciembre de 2002) fue un deportista polaco que compitió en remo.
Participó en los Juegos Olímpicos de Los Ángeles 1932, obteniendo una medalla de bronce en la prueba de dos sin timonel. Ganó tres medallas en el Campeonato Europeo de Remo entre los años 1929 y 1931.

## Palmarés internacional
| Juegos Olímpicos   | Juegos Olímpicos             | Juegos Olímpicos  | Juegos Olímpicos   |
| Año                | Lugar                        | Medalla           | Prueba             |
| ------------------ | ---------------------------- | ----------------- | ------------------ |
| 1932               | Los Ángeles (Estados Unidos) | Medalla de bronce | Dos sin timonel    |
| Campeonato Europeo |                              |                   |                    |
| Año                | Lugar                        | Medalla           | Prueba             |
| 1929               | Bydgoszcz (Polonia)          | Medalla de plata  | Dos sin timonel    |
| 1930               | Lieja (Bélgica)              | Medalla de oro    | Dos sin timonel    |
| 1931               | París (Francia)              | Medalla de plata  | Cuatro sin timonel |